# Liste der geschützten Landschaftsbestandteile in Bayern

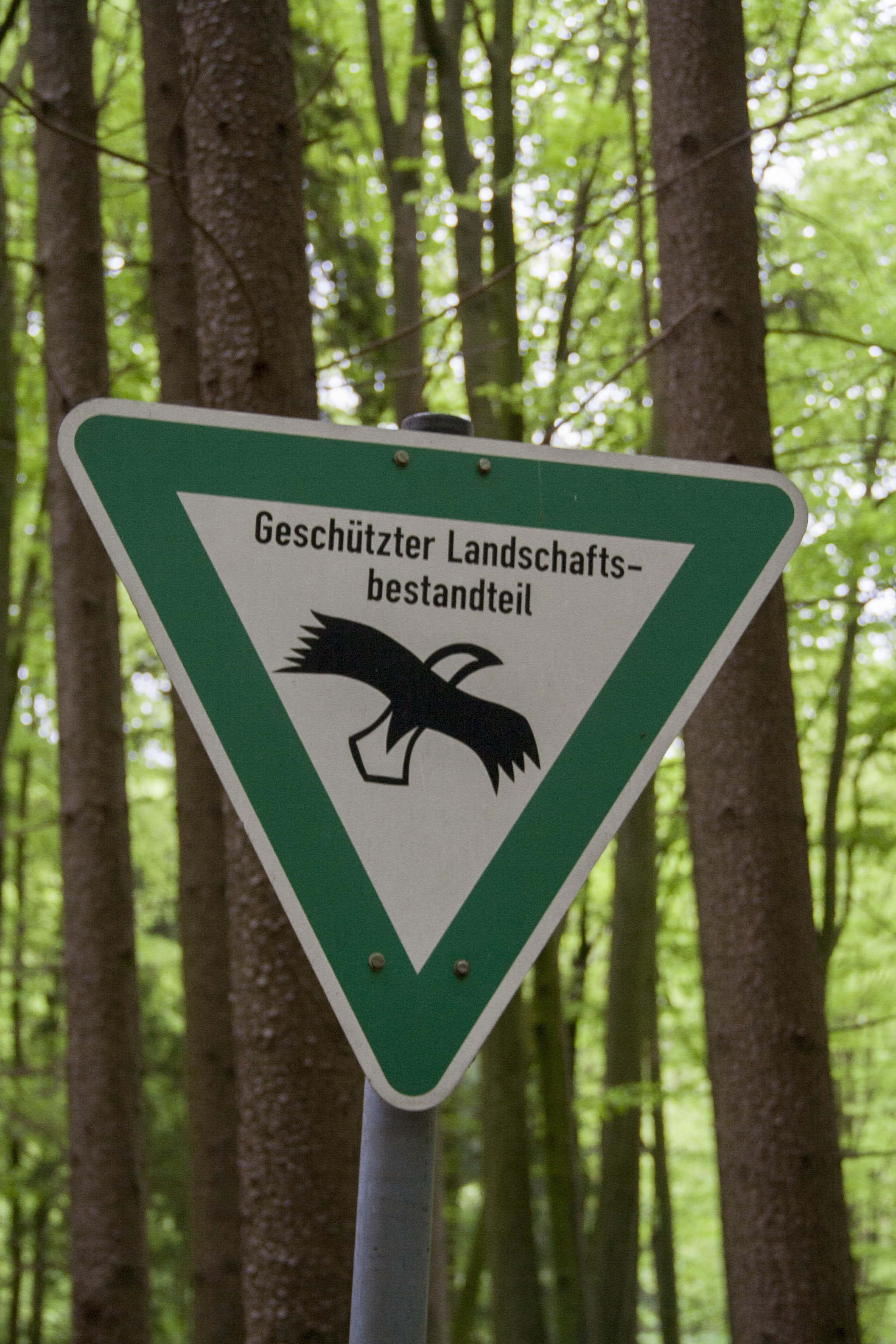
Geschützter Landschaftsbestandteil – Schild im Landkreis Roth

Die Liste der geschützten Landschaftsbestandteile in Bayern nennt die Listen der geschützten Landschaftsbestandteile in Bayern.

## Landkreise
- Aichach-Friedberg
- Altötting
- Amberg-Sulzbach
- Ansbach
- Aschaffenburg
- Augsburg
- Bad Kissingen
- Bad Tölz-Wolfratshausen
- Bamberg
- Bayreuth
- Berchtesgadener Land
- Cham
- Coburg
- Dachau
- Deggendorf
- Dillingen an der Donau
- Dingolfing-Landau
- Donau-Ries
- Ebersberg
- Eichstätt
- Erding
- Erlangen-Höchstadt
- Forchheim
- Freising
- Freyung-Grafenau
- Fürstenfeldbruck
- Fürth
- Garmisch-Partenkirchen
- Günzburg
- Haßberge
- Hof
- Kelheim
- Kitzingen
- Kronach
- Kulmbach
- Landsberg am Lech
- Landshut
- Lichtenfels
- Lindau (Bodensee)
- Main-Spessart
- Miesbach
- Miltenberg
- Mühldorf am Inn
- München
- Neuburg-Schrobenhausen
- Neumarkt in der Oberpfalz
- Neustadt an der Aisch-Bad Windsheim
- Neustadt an der Waldnaab
- Neu-Ulm
- Nürnberger Land
- Oberallgäu
- Ostallgäu
- Passau
- Pfaffenhofen an der Ilm
- Regen
- Regensburg
- Rhön-Grabfeld
- Rosenheim
- Roth
- Rottal-Inn
- Schwandorf
- Schweinfurt
- Starnberg
- Straubing-Bogen
- Tirschenreuth
- Traunstein
- Unterallgäu
- Weilheim-Schongau
- Weißenburg-Gunzenhausen
- Wunsiedel im Fichtelgebirge
- Würzburg

## Kreisfreie Städte
- Amberg
- Ansbach
- Aschaffenburg
- Augsburg
- Bamberg
- Bayreuth
- Coburg
- Erlangen
- Fürth
- Hof
- Ingolstadt
- Kaufbeuren
- Kempten (Allgäu)
- Landshut
- Memmingen
- München
- Nürnberg
- Passau
- Regensburg
- Rosenheim
- Schwabach
- Schweinfurt (keine vorhanden)
- Straubing
- Weiden in der Oberpfalz
- Würzburg